# Курув (Новосондецький повіт)
Курув (пол. Kurów) — село в Польщі, у гміні Хелмець Новосондецького повіту Малопольського воєводства.
Населення — 133 особи (2011).

## Демографія
Демографічна структура станом на 31 березня 2011 року:
|          | Загалом | Допрацездатний вік | Працездатний вік | Постпрацездатний вік |
| -------- | ------- | ------------------ | ---------------- | -------------------- |
| Чоловіки | 67      | 14                 | 44               | 9                    |
| Жінки    | 66      | 10                 | 36               | 20                   |
| Разом    | 133     | 24                 | 80               | 29                   |